# يو إس إس ساوث داكوتا (بي بي-57)
يو إس إس ساوث داكوتا (بي بي-57) كانت بمثابة السفينة الرائدة لأربع بوارج سريعة من فئة داكوتا الجنوبية، بُنيّت لصالح البحرية الأمريكية في ثلاثينيات القرن الماضي.